# Крапивка (приток Лобища)
Крапивка — река в России, протекает в Оричевском районе Кировской области. Устье реки находится в 1,7 км по левому берегу реки Лобище. Длина реки составляет 10 км.
Исток реки северо-восточнее деревни Бонево (Коршикское сельское поселение) в 23 км к юго-востоку от посёлка Оричи. Река течёт на восток по ненаселённому лесу. Впадет в Лобище юго-западнее посёлка Колос (Адышевское сельское поселение).

## Данные водного реестра
По данным государственного водного реестра России относится к Камскому бассейновому округу, водохозяйственный участок реки — Вятка от города Киров до города Котельнич, речной подбассейн реки — Вятка. Речной бассейн реки — Кама.
Код объекта в государственном водном реестре — 10010300312111100034754.